# دولة غوير (بشت أربابا)
دولة غویر (بالفارسية: دوله گویر) هي قرية تقع في إيران في قسم بشت أربابا الريفي. يقدر عدد سكانها بـ 75 نسمة بحسب إحصاء 2016.